# Vivien Laporte
Pour les articles homonymes, voir Laporte.
Vivien Laporte est un athlète français né en 1986. Spécialiste de l'ultra-trail et de l'ultra-marathon, il a en 2017 notamment remporté l'Ultra-Trail Harricana du Canada en établissant un nouveau record de l'épreuve et terminé second au Championnat de France des 100 km de Cléder en Bretagne pour sa première participation. Le 24 mars 2018, il remporte le marathon de Bordeaux en 2 h 32 min 28 s. 

## Résultats
| no  | masculin           | Course                             | Longueur  | Départ                 | Temps            |
| --- | ------------------ | ---------------------------------- | --------- | ---------------------- | ---------------- |
| 1re | Médaille d'or      | Ultra Marin Raid Golfe du Morbihan | 179 km    | 30 juin 2023           | 15 h 44 min 55 s |
| 2e  | Médaille d'argent  | Bretagne Ultra Trail               | 112 km    | 22 avril 2023          | 10 h 16 min 25 s |
| 1er | Médaille d'or      | Grand Trail Vallons de Vilaine     | 85 km     | 2 avril 2023           | 6 h 58 min 34 s  |
| 2e  | Médaille d'argent  | Grand Ménestrail Moncontour        | 57 km     | 3 décembre 2022        | 4 h 49 min 36 s  |
| 2e  | Médaille d'argent  | Ultra Belle-Ile en Mer             | 81 km     | 17 septembre 2022      | 6 h 51 min 48 s  |
| 1er | Médaille d'or      | Grand Trail Vallons de Vilaine     | 84 km     | 3 avril 2022           | 6 h 43 min 20 s  |
| 1er | Médaille d'or      | Ultra Trail des Monts d'Arrée      | 85 km     | 27 juin 2021           | 6 h 57 min 0 s   |
| 1er | Médaille d'or      | May'Etik Trail                     | 50 km     | 12 juin 2021           | 4 h 6 min 4 s    |
| 1er | Médaille d'or      | Ultra Vilain Trail                 | 80 km     | 3 octobre 2020         | 7 h 6 min 45 s   |
| 1er | Médaille d'or      | Ultra Trail des Côtes d'Armor      | 80 km     | 23 février 2020        | 5 h 57 min 25 s  |
| 2e  | Médaille d'argent  | Marathon de Laval                  | 42,195 km | 29 septembre 2019      | 2 h 36 min 21 s  |
| 1er | Médaille d'or      | Trail de Mauves en Vert            | 57 km     | 7 octobre 2018         | 4 h 35 min 12 s  |
| 1er | Médaille d'or      | Marathon de Bordeaux Métropole     | 42,195 km | 24 mars 2018           | 2 h 32 min 28 s  |
| 1er | Médaille d'or      | Costa Rica Ultra Trail             | 200 km    | 24 au 30 novembre 2017 | 21 h 15 min 3 s  |
| 1er | Médaille d'or      | Ultra-Trail Harricana du Canada    | 125 km    | 9 septembre 2017       | 12 h 48 min 15 s |
| 2e  | Médaille d'argent  | Championnat de France 100km        | 100 km    | 9 juillet 2017         | 7 h 16 min 20 s  |
| 1er | Médaille d'or      | Trail de l'Archange                | 60 km     | 20 mai 2017            | 4 h 36 min 5 s   |
| 19e |                    | Grand Raid de la Réunion           | 164 km    | 23 octobre 2016        | 29 h 12 min 37 s |
| 1er | Médaille d'or      | Ultra Belle-Ile en Mer             | 83 km     | 17 septembre 2016      | 6 h 49 min 28 s  |
| 2e  | Médaille d'argent  | Jungle Ultra Marathon              | 230 km    | 5 au 9 juin 2016       | 21 h 45 min 0 s  |
| 1er | Médaille d'or      | Endu'Rance Trail Corsaires         | 69 km     | 6 mars 2016            | 5 h 20 min 46 s  |
| 1er | Médaille d'or      | Ultra Trail des Côtes d'Armor      | 80 km     | 21 février 2016        | 5 h 29 min 40 s  |
| 2e  | Médaille d'argent  | Grand Ménestrail Moncontour        | 54 km     | 6 décembre 2015        | 4 h 43 min 24 s  |
| 35e |                    | Grand Raid de la Réunion           | 164 km    | 22 octobre 2015        | 32 h 6 min 8 s   |
| 1er | Médaille d'or      | Endu'Rance Trail Corsaires         | 65 km     | 28 février 2015        | 4 h 55 min 52 s  |
| 1er | Médaille d'or      | Défi Glazig                        | 63 km     | 15 février 2015        | 5 h 0 min 1 s    |
| 3e  | Médaille de bronze | Grand Ménestrail Moncontour        | 54 km     | 7 décembre 2014        | 4 h 47 min 31 s  |
| 1er | Médaille d'or      | Ultra Belle-Ile en Mer             | 83 km     | 20 septembre 2014      | 7 h 16 min 57 s  |
| 1er | Médaille d'or      | Ultra Marin Raid Golfe du Morbihan | 177 km    | 27 juin 2014           | 16 h 26 min 48 s |
| 3e  | Médaille de bronze | Trail de Guerlédan                 | 54 km     | 7 juin 2014            | 5 h 6 min 43 s   |
| 1er | Médaille d'or      | Bretagne Ultra Trail               | 118 km    | 26 avril 2014          | 11 h 19 min 53 s |
| 2e  | Médaille d'argent  | Ultra Trail Saut Léodate           | 80 km     | 13 avril 2013          | 8 h 58 min 0 s   |
| 2e  | Médaille d'argent  | Défi Glazig                        | 61 km     | 10 février 2013        | 5 h 16 min 39 s  |
| 39e |                    | Grand Raid de la Réunion           | 177 km    | 12 octobre 2012        | 38 h 25 min 2 s  |